# Time Commando
Time Commando — компьютерная игра в жанре action-adventure, разработанная французской компанией Adeline Software International и выпущенная 31 июля 1996 года. Первоначально игра вышла для DOS/Windows, но затем была портирована на PlayStation и Sega Saturn.
В 2012 году Time Commando стала доступна в магазине GOG.com.

## Сюжет
Игра начинается в будущем, в 2020 году. Некая корпорация создала суперкомпьютер, способный управлять временем. Этот суперкомпьютер используется военизированной организацией «Исторический Тактический центр» для симуляции любого типа боевого столкновения из любого временного периода. Чтобы защитить суперкомпьютер от диверсий и кибернетического саботажа, была создана группа SAVE (Special Action for Virus Elimination). Однако в центр проникает диверсант из противоборствующей корпорации. Он запускает вирус «Predator», создающий временную воронку, которая грозит поглотить весь временной период существования человечества. Дежуривший в это время офицер SAVE по имени Стенли Опар должен проникнуть в воронку и попробовать остановить вирус. Чтобы достичь этого, Стенли должен сразиться с противниками из различных временных периодов, включая доисторические времена, Римскую империю, Японию периода «сэнгоку», Средневековье, завоевания Южной Америки конкистадорами, Дикий запад, Первую мировую войну, некие войны современности и будущего, настоящее для Стенли время и, наконец, кибернетический мир суперкомпьютера.

## Игровой процесс
Игра представляет собой смесь трёхмерных полигональных моделей и FMV-роликов. В отличие от похожих игр тех лет Alone in the Dark и Resident Evil, где камера была фиксированной и постоянно менялась для каждой комнаты, в Time Commando разработчики добились эффекта, когда камера трёхмерной модели уровня меняет перспективу одновременно с проигрыванием FMV-ролика, выступающего в роли фонового изображения. В игре также присутствовал автофокус на ближайшем противнике, который облегчал бои в трёхмерном окружении.
Игроку, который управляет главным персонажем Стенли Опаром, необходимо пройти каждый из уровней от начала до конца, побеждая встречающихся врагов. Для этого он может использовать различное холодное, метательное и огнестрельное оружие, соответствующее текущему временному периоду. Большинство уровней ограничено по времени, отражающем, сколько осталось вирусу, чтобы поглотить мир. Игрок может сбросить таймер, тратя компьютерные чипы у специальных контрольных точек. Эти чипы можно подбирать по мере прохождения уровня. Другими подбираемыми предметами, помимо чипов и оружия, являются дополнительные жизни в виде эмблемы SAVE и кристаллы, восполняющие очки здоровья.
Игра вышла на компакт-диске, в котором также была записана музыка формата CD-Audio, воспроизводимая в процессе прохождения уровня.

## Критика
| Иноязычные издания | Иноязычные издания    |
| Издание            | Оценка                |
| ------------------ | --------------------- |
| EGM                | 6,125/10 (PS)         |
| GameSpot           | 8,2/10 (PC) 7/10 (PS) |

К августу 1999 года было продано свыше полумиллиона копий Time Commando.
Критикам из Electronic Gaming Monthly понравилась концепция уникального оружия для каждой эпохи, но не понравились рваная анимация и сложность битвы с противниками, когда камера продолжает движение. Также критиками были отмечены забавные анимации противников.
GameSpot также упомянул проблемы с управлением и анимацией, однако оставил игре более положительную рецензию, отметив, что игра «поражает впечатляющей 3D-графикой и инновационным игровым процессом, поднимающим экшен-игры для PlayStation на новые высоты».